# Maria Albin Boniecki
Maria Albin Bończa-Boniecki (* 1908; † 1995) war ein polnischer Bildhauer. Als Überlebender des Konzentrationslagers Majdanek emigrierte er 1957 in die USA.

## Leben

### Jugend
Bonieckis Vater war polnischer Patriot und wurde nach Sibirien deportiert, als Boniecki fünf Jahre alt war. Seine Mutter entschied sich, mit den Kindern nachzuziehen. Die Umstände nach der Russischen Revolution ermöglichten es, dass Boniecki mit seinen Geschwistern entkommen konnte. Unter großen Schwierigkeiten gelangten sie 1921 zurück nach Polen.
Boniecki studierte an der Akademie der Schönen Künste Warschau und schloss sein Studium 1929 ab. Vor dem Krieg gestaltete er viele Skulpturen, herausragend vor allem das Werk Die Geburt des Gedanken, das im Nationalmuseum Warschau ausgestellt ist. Er wurde als Dauermitglied der Nationalen Kunstgalerie Zachęta, einer der bedeutendsten Institutionen für zeitgenössische Kunst in Polen aufgenommen.

### Zweiter Weltkrieg

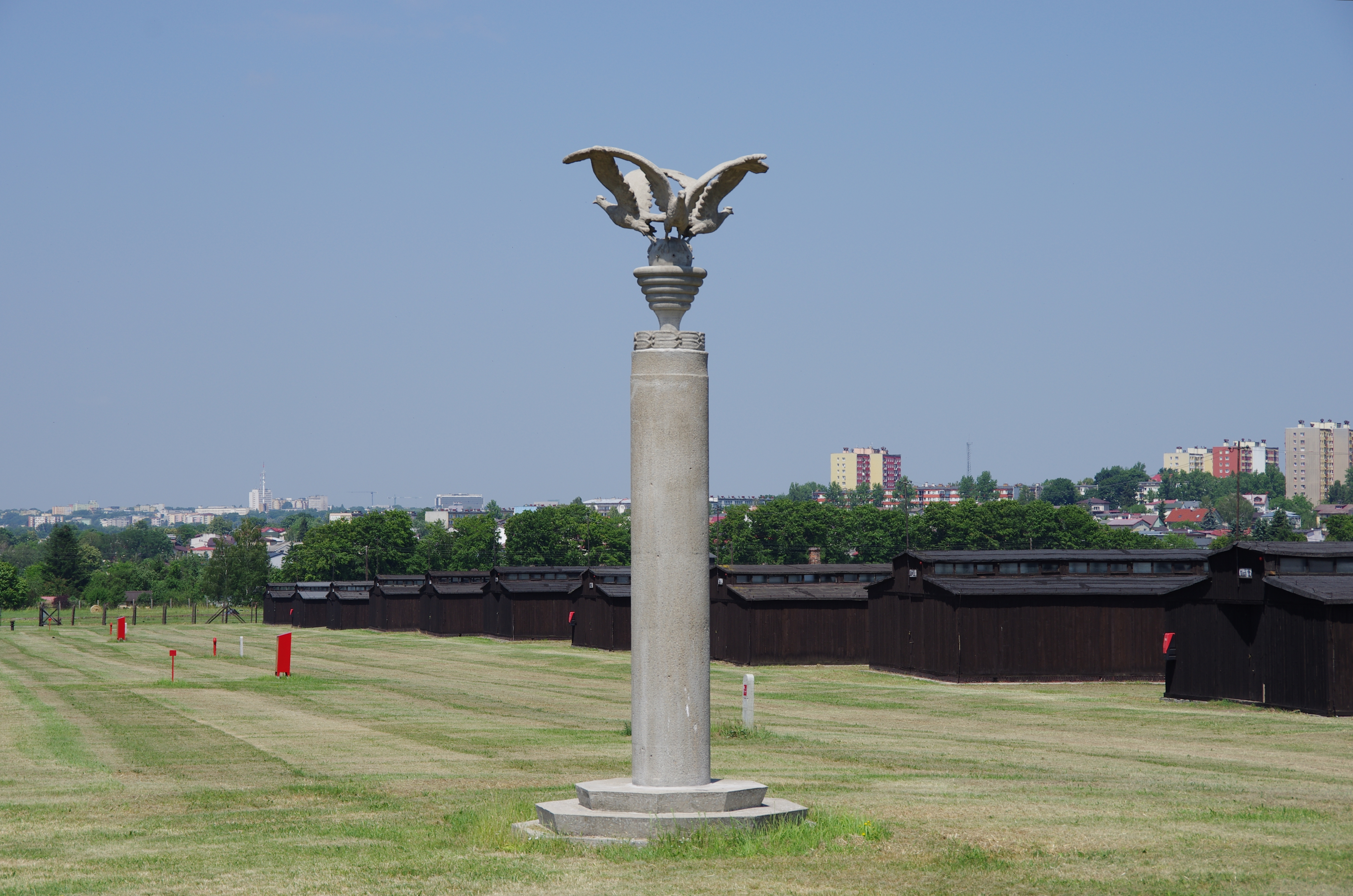
Säule mit drei Adlern auf dem Gelände der Gedenkstätte Majdanek

Nach dem Ausbruch des Krieges schloss sich Boniecki der polnischen Heimatarmee Armia Krajowa an. 1939 arbeitete er als freiwilliger Sanitäter, 1940 bis 1942 war er Mitglied der Gegenspionage im zweiten Unterbezirk Warschaus unter dem Pseudonym „Adam“.
Er wurde im Oktober 1942 von der Gestapo verhaftet und im berüchtigten Warschauer Pawiak-Gefängnis eingesperrt und verhört. Danach wurde er in das Konzentrationslager Majdanek verlegt.
Obwohl er ein Opfer von Experimenten der Nazis wurde und unter den fürchterlichen Bedingungen im Lager litt, schuf Boniecki weiterhin Skulpturen aus allem, was sich fand, um seine Mithäftlinge zu ermutigen und im Durchhalten zu bestärken. Hier sind vor allem die Schildkröte und die Säule mit drei Adlern zu nennen, die als erstes Denkmal auf dem Lagergelände in Majdanek an ermordete Häftlinge erinnerte.
Zu seinen sehr symbolischen Plastiken gehören:
- Der Frosch (Brunnen)
- Die Schildkröte[3]
- Mausoleum mit drei Adlern (auch bekannt als Säule mit drei Adlern)[3]
- Die Robbe mit Fisch
- Die Schildkröte
- Der Schrein

Als sich ihm im Konzentrationslager Majdanek mit der zynischen Aktion der Lagerleitung Verschönere dein Heim die Möglichkeit bot, schlug  er dieser die Schaffung einer Stele mit drei Adlern vor, die die Adler als deutsches Symbol interpretierte. Bonieckis Intention war dagegen die Symbolisierung der Freiheit Polens, der Kameradschaft und des Sieges. In die Stele wurde heimlich menschliche Asche aus dem Krematorium des Lagers eingebracht.
Das Mausoleum mit den drei Adlern wurde nach dem Krieg zerstört und 1962 auf Anweisung der polnischen Regierung und gegen den Willen von Boniecki von Stanisław Strzyżyński rekonstruiert. Die Rekonstruktion wird in der Gedenkstätte Majdanek präsentiert.
Zur gleichen Zeit der Schaffung der Säule war Boniecki Leiter der Abteilung V der Wachlarz, einer Abteilung der Armia Krajowa, und sammelte im Lager für Vertreter der polnischen Exilregierung. Die Informationen wurden kontinuierlich in das und aus dem Lager geschmuggelt.
Mit Hilfe der Armia Krajowa entkam Boniecki 1944 und nahm seine Spionagetätigkeiten wieder auf, anstatt ins Ausland zu fliehen. Er nahm am Warschauer Aufstand teil und wurde wieder gefangen genommen. Er passierte als Kriegsgefangener die Internierungslager Lamsdorf und Groß-Born und war zuletzt im Stalag XB Sandbostel. Dort wurde er im April 1945 von britischen Einheiten befreit.

### Nach dem Krieg
Boniecki zog nach Paris, wo er seine Frau  Krystyna Boniecki (geb. Binental) traf, die ebenfalls eine Künstlerin war. Gemeinsam fuhren sie mit dem Plastizieren und der Malerei fort und entwickelten pädagogisches Spielzeug für Kinder, darunter ein fühlbares Alphabet für Blinde.
1957 zog das Paar nach Denver, USA, und wurde 1964 eingebürgert. Später zogen sie nach Tulsa im US-Bundesstaat Oklahoma.

## Einzelausstellungen
- Ausstellung polnischer Meister, Nationalmuseum in Warschau
- Ausstellung polnischer Künstler, Museum für Zeitgenössische Kunst in Warschau
- Stadthalle in Bielsko-Biała, Schlesien
- Ausstellung der Vereinigung polnischer Künstler in Paris, Polnisches Seminar in Paris
- Esposizione Internazionale di Arte Sacra, Pontificia Academia del Pantheon, Rom
- International House, Denver, Colorado
- Englewood State Bank, Englewood, Colorado
- Millennium of Poland, Colorado University, Boulder, Colorado
- Creative Art Gallery, Denver, Colorado

## Dauerkunstwerke im öffentlichen Raum
- Die Schildkröte, Museum und Gedenkstätte Majdanek (originaler Beton)
- Säule mit drei Adlern, Museum und Gedenkstätte Majdanek (Rekonstruktion)
- Die Eidechse, Museum und Gedenkstätte Majdanek (originaler Beton)
- St. Francis D'Assises, Museum in Rom (Skulptur, Bronze)
- Annunciation, Polnische Kirche in Rom (Skulptur, Bronze)
- Tribute to General Marquis de Lafayette, Civic Center Park, Denver, Colorado (Gedenktafel, Bronze)
- St. Francis D'Assises, Museum in Rom (Skulptur, Bronze)
- Die Robbe, vor dem Kinderkrankenhaus in Lublin (Brunnen, Bronze)

## Militärische Auszeichnungen
- Cross of Valor (Tapferkeitsmedaille) – London, 1942
- Cross of Valor – 1944